# Plectrurus perroteti
Plectrurus perroteti är en ormart som beskrevs av Duméril, Bibron och Duméril 1854. Plectrurus perroteti ingår i släktet Plectrurus och familjen sköldsvansormar. Inga underarter finns listade i Catalogue of Life.
Arten förekommer i södra Indien i delstaterna Kerala och Tamil Nadu. Den vistas i bergstrakter som Västra Ghats, Nilgiribergen och Anaimalai Hills. Honor lägger inga ägg utan föder levande ungar.